# ألما كاري كامينغز
ألما كاري كامينغز (بالإنجليزية: Alma Carrie Cummings)‏ هي رئيسة تحرير صحيفة وصحفية وكاتِبة أمريكية، ولدت في 21 مارس 1857 في كولومبيا في الولايات المتحدة، وتوفيت في 31 يناير 1926.